# Myrmeleon metuendus
Myrmeleon metuendus är en insektsart som beskrevs av Walker 1853. Myrmeleon metuendus ingår i släktet Myrmeleon och familjen myrlejonsländor. Inga underarter finns listade i Catalogue of Life.